# Alexandria Mills
Alexandria Mills (Louisville, 8 ottobre 1992) è una modella statunitense, incoronata Miss Mondo 2010 il 30 ottobre 2010 a Sanya, in Cina.

## Biografia
La Mills è la terza donna del proprio paese ad essere stata incoronata Miss Mondo, dopo Gina Tolleson, nel 1990, e ancora prima Marjorie Wallace, vincitrice nel 1973. Prima di partecipare a Miss Mondo, la diciottenne Mills si era diplomata e voleva lavorare come insegnante. Vegeteriana, Mills aveva anche esperienze da modella ed è sotto contratto con la Elite Model Management.

## Agenzie
- Premier Model Management
- Why Not Model Agency
- Elite Model Management - Amsterdam, Miami